# Ferdy Callewaert
Ferdy Callewaert (Roeselare, 1 mei 1944), is een Belgische schrijver en heemkundige. Hij is de pionier van het toerisme in de stad Roeselare en de eerste conservator van het Wielermuseum. Hij is de schrijver van heemkundige en historische artikels, brochures en boeken, vooral m.b.t. de regio Roeselare.

## Biografie
Ferdy Callewaert volgde een opleiding elektricien en werkte onder meer bij Siemens in Oostkamp. In 1967 begon zijn loopbaan bij de stad Roeselare. Hij werkte er onder meer in het secretariaat en het slachthuis.
Hij was medestichter van de afdeling Mandeldal van de West-Vlaamse Gidsenkring en gedurende meer dan tien jaar secretaris van deze vereniging. Hij was in die hoedanigheid ook de stichter en redacteur van het tijdschrift 'Mandeldal' waarin tal van heemkundige artikels van zijn hand over de regio te vinden zijn. Het blad bestond meer dan 35 jaar waarna het versmolt met het tijdschrift 'Rollarius' van de lokale heemkundige kring KGOGRO, tot 'Erfgoed Roeselare'. Callewaert was jarenlang bestuurslid van de KGOGRO en schreef bijdragen voor deze heemkundige vereniging.
Van 1971 tot 1984 was hij actief als journalist voor de regio Roeselare voor diverse dag- en weekbladen zoals Het Wekelijks Nieuws, De Weekbode, Het Volk, Het Nieuwsblad en de Gazet van Antwerpen.  Na zijn aanstelling tot diensthoofd voor 'Info-Toerisme-Pers' zette hij zijn journalistieke carrière stop.
Vanaf 1982 was hij verantwoordelijke voor de dienst 'Info-Toerisme-Pers', mocht de communicatiedienst van de stad uitbouwen en het toerisme promoten. Hij was de grondlegger van het filmarchief en het fotoarchief van de stad Roeselare.
In 1997 kreeg Callewaert van het stadsbestuur de opdracht om in het oude brandweerarsenaal het Nationaal Wielermuseum uit te bouwen. Op korte tijd ontwikkelde hij zich tot wielerspecialist. Door zich goed te omringen wist hij het Wielermuseum van de grond te krijgen en stoomde hij het klaar tot het in 2005 door de Vlaamse Gemeenschap erkend werd.
Na zijn pensionering was Callewaert nog enige tijd actief in de Gidsenkring en schreef hij nog verschillende historische artikels en boeken, waarvan het overzichtswerk van de lokale ACW-beweging het belangrijkste is.

## Bron
- ASPESLAGH, Peter, Roeselaarse auteurs. Ferdy Callewaert, Roeselare, 2007.